# 八惡人
《八惡人》（又記作或）是一部於2015年上映的美國西部片，為昆汀·塔倫提諾執導和編劇。由山繆·傑克森、寇特·羅素、珍妮佛·傑森·李、華頓·哥金斯、德米安·畢契爾、提姆·羅斯、麥可·馬德森和布魯斯·鄧恩主演。電影的故事設定於懷俄明州的南北戰爭過後的數年，敘述八位互不信任的西部人在暴風雪期間停留於驛站所發生的故事。
電影的發展是由導演塔倫提諾於2011年發表，但劇本在2014年1月被洩露在網上後，震怒的塔倫提諾決定取消這部電影和打算重寫一份新的劇本來替代。後來在洛杉磯，塔倫提諾冷靜地說打算開始拍攝《八惡人》。拍攝正式開始於2015年1月23日在科羅拉多州的特柳賴德。本片被溫斯坦影業定於2015年12月25日以70釐米膠卷的格式在美國地區有限發行，2016年1月8日才正式在美國各地上映。

## 劇情
故事設定於美國南北戰爭後的六年、八年或十二年左右，一輛驛馬車在正值冬天的懷俄明州的雪地中疾駛而過。車上的乘客是正要帶著通緝重犯黛西·多梅尔格前去紅石小鎮領賞金的賞金獵人约翰·鲁斯。途中，他們遇見兩個陌生人：曾為北軍騎兵的惡名昭彰的賞金獵人马奎斯·沃伦、自稱為紅石鎮新警長的克里斯·曼尼克斯。在暴風雪中，四人躲進一間驛馬車站避難。迎接他們的不是驛站主人米妮，而是另外四張陌生面孔：臨時驛站長鲍勃、紅石鎮的劊子手奥斯瓦尔多·莫布雷、牛仔乔伊·盖奇和南軍將領桑福德·史密瑟斯。隨著暴風雪席捲這座山間驛站，這八個旅人逐漸明白，他們可能永遠也到不了紅石鎮......。

## 演員

### 八惡人
| 演員           | 角色                                                                        | 備註                                                                                 |
| 山繆·傑克森    | 「賞金獵人」马奎斯·沃伦陆军少校 （The Bounty Hunter／Major Marquis Warren） | 前聯邦（北軍) 騎兵，現為一名惡名昭彰的賞金獵人，隨身攜帶聲稱是林肯總統的親筆鼓勵信。 |
| 寇特·羅素      | 「吊頸佬」约翰·鲁斯 （The Hangman／John Ruth）                              | 抓逃犯聞名的賞金獵人。                                                               |
| 珍妮佛·傑森·李 | 「重犯」黛西·多梅尔格 （The Prisoner／Daisy Domergue）                      | 女通緝犯，正被约翰·鲁斯押送，喜歡唱歌彈吉他。                                        |
| 華頓·哥金斯    | 「治安官」克里斯·曼尼克斯 （The Sheriff／Chris Mannix）                     | 前邦聯軍（南軍)，自稱是紅石鎮的新警長。                                              |
| 德米安·畢契爾  | 「墨西哥佬」鲍勃 （The Mexican／Bob）                                       | 臨時驛站長。                                                                         |
| 提姆·羅斯      | 「劊子手」奥斯瓦尔多·莫布雷 （The Little Man／Oswaldo Mobray）              | 英國人，自稱是紅石鎮的行刑官。                                                       |
| 麥可·馬德森    | 「牛仔」乔伊·盖奇 （The Cow Puncher／Joe Gage）                             | 聲稱希望和母親過聖誕節的神秘牛仔。                                                   |
| 布魯斯·鄧恩    | 「美國佬」桑福德·史密瑟斯 （The Confederate／Gen. Sanford Smithers）        | 前邦聯（南軍) 將軍。                                                                 |

### 其他角色
| 演員          | 角色                        | 備註               |
| 查宁·塔图姆   | 喬迪 （Jody Domergue）      | 黛西的兄弟。       |
| 詹姆士·帕克斯 | O·B·傑克森 （O.B. Jackson） | 驛站馬車駕駛。     |
| 丹娜·格瑞爾   | 米妮·米克 （Minnie Mink）   | 前奴隸和驛站主人。 |
| 柔伊·貝爾     | 茱蒂 （Six-Horse Judy）     |                    |
| 吉因·瓊斯     | 史威特·戴夫 （Sweet Dave）  |                    |
| 基斯·傑佛遜   | 查理 （Charly）             |                    |
| 李·霍斯利     | 艾德 （Ed）                 |                    |
| 克雷格·史塔克 | 奴隸                        |                    |
| 貝琳達·歐音諾 | 潔瑪 （Gemma）              |                    |

## 製作

### 發展和劇本洩漏

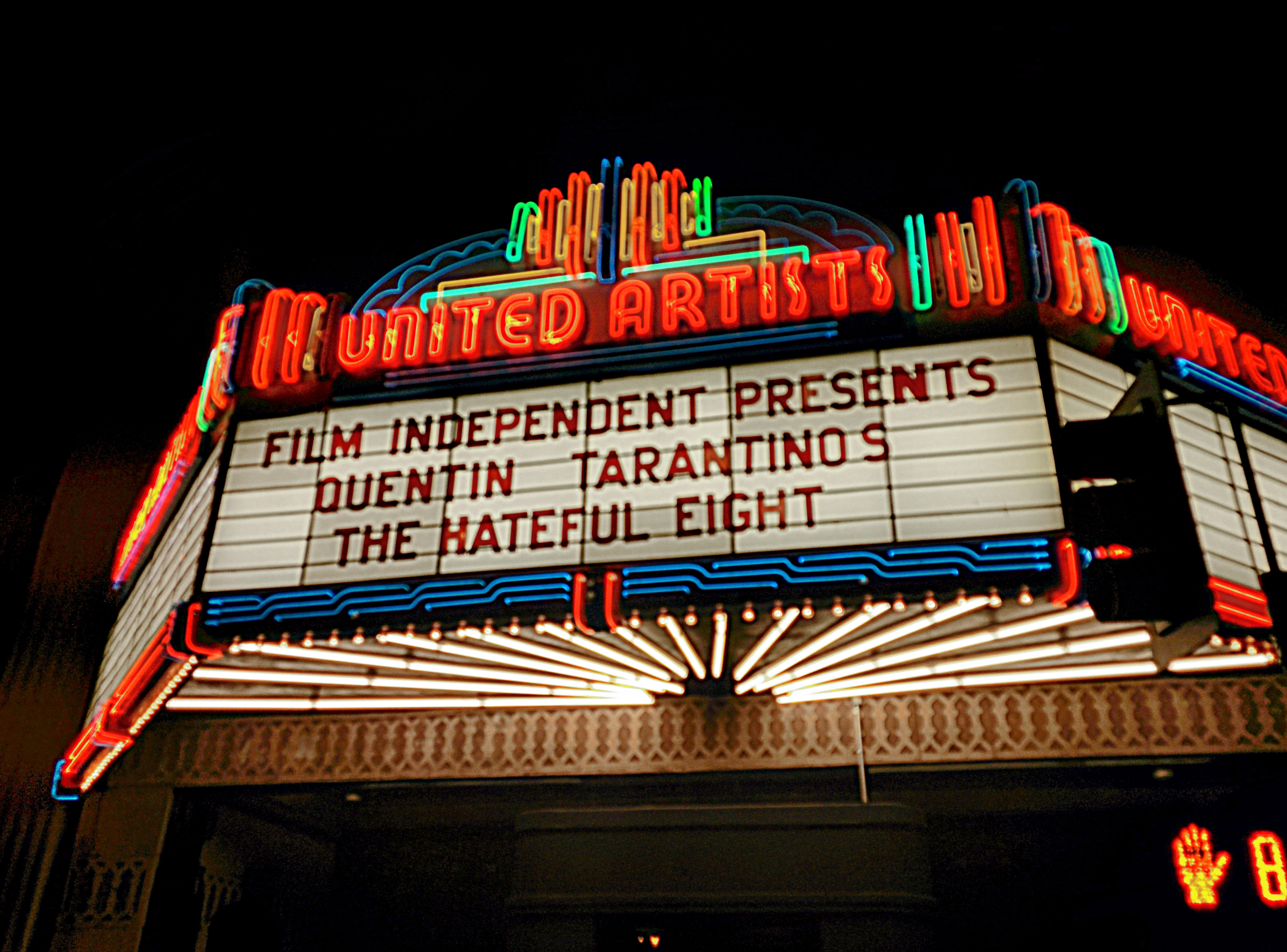
2014年4月19日，塔倫提諾待的洛杉磯王牌酒店

2013年11月，導演昆汀·塔倫提諾表示正在計劃新作品，是一部西部電影。他說，這將不會是《決殺令》的續集。2014年1月12日，據透露，這部電影命名為《八惡人》（The Hateful Eight）。電影有望在2014年的夏天開始製作，但在2014年1月劇本遭到流出，震怒的塔倫提諾決定取消這部電影和打算重寫一份新的劇本來替代。他自稱是將劇本給了幾位值得信賴的同事帶回去看，其中包括布魯斯·鄧恩、提姆·羅斯與麥可·馬德森，但究竟是誰洩漏劇本就不得而知。
4月19日，塔倫提諾在洛杉磯王牌酒店的美國藝術家劇院現場讀出被洩露的劇本。本次活動於洛杉磯郡藝術博物館的電影獨立會舉辦，電影評論家艾爾維斯·米切爾亦有出席。塔倫提諾解釋說，他們將會遵循劇本的第一稿來拍電影，他補充說，他還另外寫了兩個不同結局的新草稿。加入塔倫提諾劇組的演員包括山繆·傑克森、寇特·羅素、安柏·譚柏林、詹姆士·帕克斯、華頓·哥金斯、柔伊·貝爾、詹姆斯·瑞馬、丹娜·格瑞爾和在劇本流出前的麥可·馬德森、提姆·羅斯與布魯斯·鄧恩。
於2014年5月28日，已冷靜的塔倫提諾說，《八惡人》將於懷俄明州開始進行拍攝，並有望於2015年推出。在2014年的聖地亞哥國際動漫展上塔倫提諾終於證實了這部電影，並表示他正在為電影寫出第三份劇本稿。

### 選角
2014年8月下旬，珍妮佛·勞倫斯正在會談加盟本片。2014年9月23日，據透露，維果·莫天森在詢問塔倫提諾在片中飾演的角色。10月9日，珍妮佛·傑森·李加入劇組飾演黛西·多默格。11月5日，宣布查尼·塔圖將在片中作為主要角色。後來在同一天，溫斯坦影業釋出了一份明確的新聞稿，其中包括山繆·傑克森、寇特·羅素、珍妮佛·傑森·李、華頓·哥金斯、德米安·畢契爾、提姆·羅斯、麥可·馬德森和布魯斯·鄧恩都將出演本片。而塔圖的加入也被證實。後來在2015年1月23日，TWC宣布了全體的演員，另外包括詹姆士·帕克斯、丹娜·格瑞爾、柔伊·貝爾、吉因·瓊斯、基斯·傑佛遜、李·霍斯利、克雷格·史塔克與貝琳達·歐音諾的加入。

### 攝製
原定的拍攝行程從2014年11月延至2015年初開拍。2014年9月26日，《丹佛郵報》報導，科羅拉多州贊助了500萬美元的製作資金，並宣布電影完全會在科羅拉多州西南部取景拍攝。那裡的900英畝的牧場也將作為拍攝地。10月16日，該縣的規劃委員會開會申請臨時建起的建築的使用的許可證。據傳，主要拍攝於2014年12月8日開始，在美國科羅拉多州的施密德牧場附近的特柳賴德進行，但後來於2015年1月23日，溫斯坦影業才正式宣布拍攝開始。

#### 吉他事件
片中珍妮佛·傑森·李被寇特·羅素毀損的吉他為馬丁吉他博物館所收藏的1870年代的馬丁吉他真品，並非原先的預計使用的複製品。在片中珍妮佛·傑森·李知道那把吉他為真品，而寇特·羅素並不知曉，所以每個人在現場中對於吉他被摧毀表示「非常驚訝」，而李的反應是真實的。博物館館長Dick Boak說，博物館沒有被告知該劇本包括吉他被打碎的場景，該博物館宣稱吉他已無法修復，雖然這把價值約4萬美金的吉他有購買保險，但博物館方面仍對此感到相當不滿。由於這次事件，博物館將不再借出吉他給電影的製作。

### 拍攝
由曾與塔倫提諾合作過《追殺比爾》、《惡棍特工》和《決殺令》的攝影師羅伯特·理察森負責，並以Ultra Panavision 70來完成本片的70釐米電影，這和1992年的《遠離家園》的70釐米相當。電影使用了Panavision的變形鏡頭和2.75：1的長寬比。過去於1950至1960年代，曾使用此超廣角長寬比的電影如《賓漢》（1959年）、《叛艦喋血記》（1962年）與《瘋狂世界》（1963年）。

## 音樂
2015年，塔倫提諾在聖地牙哥國際動漫展上宣布，顏尼歐·莫利克奈將為電影作曲；這是莫利克奈繼1975年的《一個天才、兩個朋友和一個傻子》後相隔40年再度幫西部片配樂。

## 市場行銷
塔倫提諾出席了2014年的聖地亞哥國際動漫展，來向大眾證實電影將開始製作。2014年7月30日，電影的前導海報釋出。8月14日，斜線電影公司證實1分40秒的前導預告將隨著於8月22日上映的《萬惡城市2：紅顏奪命》一同放映。

## 發行
2014年9月3日，溫斯坦影業定於2015年秋季在全球市場發布。2015年2月9日，TWC將負責全球發布的工作，但需要塔倫提諾親自批准。
2015年6月26日，宣布導演及演員將出席2015年7月11日的聖地亞哥國際動漫展，同時也提到70釐米的放映及相關消息。

### 評價
《八惡人》獲得了一致好評。爛番茄根據327篇專業影評持有75%的新鮮度，平均得分7.5／10；該網站共識：「《八惡人》提供了另一種很好鎖定的動作目標，結合了昆汀·塔倫提諾的招牌幽默和頂級暴力，同時也展現了他對電影製作更強力的掌控」。Metacritic得分68，代表「普遍好評」。
IGN評論家吉姆·韋沃達給了本片9.5分，並認為這部電影是「塔倫提諾最好的電影，也是2015年最好的之一」。

### 票房
在美國限定戲院首映當天票房以190萬美元位居當週第九。

## 外部連結
- 官方网站
- 互联网电影数据库（IMDb）上《八惡人》的资料（英文）
- Box Office Mojo上《八惡人》的資料（英文）
- 豆瓣电影上《八惡人》的資料 （简体中文）
- 爛番茄上《八惡人》的資料（英文）
- Metacritic上《八惡人》的資料（英文）